# Exochus alpinus
Exochus alpinus är en stekelart som först beskrevs av Zetterstedt 1838.  Exochus alpinus ingår i släktet Exochus och familjen brokparasitsteklar. Arten är reproducerande i Sverige. Inga underarter finns listade i Catalogue of Life.